# 五趾心顱跳鼠
五趾心顱跳鼠（學名Cardiocranius paradoxus），是囓齒目跳鼠科心颅跳鼠屬下唯一一種，主要分佈在中國、蒙古、哈薩克斯坦的溫帶沙漠及半乾旱地區。
在中国大陆，分布于甘肃、新疆、内蒙古、宁夏等地。该物种的模式产地在甘肃南山。

## 保护
- 中国濒危动物红皮书等级：稀有